# Невидимый враг (За гранью возможного)
«Невидимый враг» (англ. The Outer Limits: The Invisible Enemy) — телефильм, 7 серия 2 сезона телесериала «За гранью возможного» 1963—1965 годов. Режиссёр: Байрон Хаскин. В ролях — Адам Вест, Руди Солари, Крис Алкайд, Джо Маросс, Тед Найт.

## Вступление
В колоссальной необъятности космического пространства смельчаки прокладывают путь, чтобы ввязаться в битву с неведомыми врагами на неведомых мирах — инопланетянами, неизвестными, возможно, даже невидимыми — вооруженные лишь земными знаниями человечества…

## Сюжет
Пара астронавтов на звездолёте «Геракл» совершают посадку на планету Осирис в системе двойной звезды Атум-Ра в 2021 году; когда один из них выходит из корабля, чтобы исследовать планету, слышно, как он кричит, и его последнее радиосообщение указало, что он и понятия не имел, что с ним происходило. Когда выходит второй астронавт, чтобы заняться расследованием, он также посылает подобное сообщение.
Вторая экспедиция — звездолёт «Дионис» с командой из трех человек, которая садится на планету Осирис шесть лет спустя — получает задание исследовать и узнать то, что произошло с «Гераклом». Когда инженера посылают, чтобы исследовать останки звездолета «Геракл», он идет позади судна, чтобы исследовать его и сбивчиво передает на «Дионис», что он испытывает невыносимые муки… как было и с командой «Геракла». Команде Диониса приказывано оставаться внутри звездолета в последние часы перед взлетом.
Тем не менее, геолог экспедиции уезжает, чтобы попытаться узнать то, что произошло, когда он начинает видеть пустыню Осириса как океан песков. Он выходит из звездолета и случайно ранит руку; он протирает кровь куском ткани и выбрасывает его в пустыню. Геолог находит песчаного зверя — ракообразное животное, которое плавает по пескам, как акула — виновное в бедах обоих кораблей. Капитан экспедиции, спавший в то время, когда геолог покинул судно, выходит, чтобы найти его и попадает в ловушку на скале, когда песчаный зверь преследовал его. За десять минут, оставшихся до старта, геолог отвлекает зверя, войдя в песок и позволив капитану невредимым добраться до оружия Диониса и атаковать зверя.
Животное умирает, и оба оставшихся в живых члена экипажа находятся на судне, чтобы стартовать; но они видят, что, прежде, чем они покинули планету, огромное стадо песчаных зверей появляется из ночи.
Капитан общается к Земле в своем отчете, что они оба убежали целыми, и что планета Осирис никогда не должна быть колонизирована — она принадлежит своим жителям, даже если они всего лишь животные.

## Заключительная фраза
В битву ввязались. Потери? Есть. Результат: победа (в каком-то роде). Болезненный шаг из колыбели Судьбы. В другой раз, возможно, будет друг вместо смертельной опасности — это лишь часть саги о пионерах Космоса.

## Производство
Постановка фильма была поручена Байрону Хаскину, который был крайне недоволен назначением, поскольку не имелось ни сценария, ни актёрского состава, а серию необходимо было снять за четыре дня.
Черновой сценарий был написан Джерри Солом по его собственному рассказу, опубликованному в журнале Imaginative Tales в 1955 году. Сол не был доволен окончательным сценарий, поскольку по замыслу рассказа, читатель оставался в неведении того, что убивает людей, до самого конца, но руководство канала ABC посчитало, что монстры появляются слишком поздно. В результате первоначальный сценарий Сола был переписан Силегом Лестером, а затем режиссёром Байроном Хаскином, и даже продюсер Бен Брэйди приложил к нему руку.